# متیل سینامات
متیل سینامات (به انگلیسی: Methyl cinnamate) با فرمول شیمیایی C۱۰H۱۰O۲ یک ترکیب شیمیایی با شناسه پاب‌کم ۶۳۷۵۲۰ است. که جرم مولی آن 162.185 g/mol می‌باشد. 